# Hymenodictyon leandrii
Hymenodictyon leandrii är en måreväxtart som beskrevs av Alberto Judice Leote Cavaco. Hymenodictyon leandrii ingår i släktet Hymenodictyon och familjen måreväxter. Inga underarter finns listade i Catalogue of Life.